# Joseph Zwicker
Joseph Zwicker (1886 –?) osztrák nemzetközi labdarúgó-játékvezető.

## Pályafutása

### Nemzetközi játékvezetés
Az Osztrák labdarúgó-szövetség Játékvezető Bizottsága (JB) 1926-banterjesztette fel nemzetközi játékvezetőnek, a Nemzetközi Labdarúgó-szövetség (FIFA) bíróinak keretébe. Több nemzetek közötti válogatott és klubmérkőzést vezetett. Az aktív nemzetközi játékvezetéstől 1927-ben  búcsúzott. Válogatott mérkőzéseinek száma: 2.

## Statisztika

### Nemzetközi válogatott mérkőzései
| #  | Dátum                | Helyszín            | Hazai         | Eredmény | Vendég       | Kiírás     | Gólok | Esemény |
| -- | -------------------- | ------------------- | ------------- | -------- | ------------ | ---------- | ----- | ------- |
| 1. | 1926. szeptember 19. | Riga, ASK Stadions  | Lettország    | 0 – 1    | Észtország   | barátságos | -     |         |
| 2. | 1927. április 24.    | Prága, Sparta-pálya | Csehszlovákia | 4 – 1    | Magyarország | barátságos | -     |         |
|    | Összesen             |                     |               | 2        | mérkőzés     |            |       |         |